# ستاروشتسین (استان اوپوله)
ستاروشتسین (به لهستانی: Starościn) یک منطقهٔ مسکونی در لهستان است که در گمینا شویرچوو واقع شده‌است.